# Pomacchi
I pomacchi (in bulgaro помаци?, pomaci) o musulmani bulgari (in bulgaro българи мюсюлмани?, bălgari mjusjulmani), localmente detti anche ahrjani, sono bulgari di lingua praticanti l'Islam.
Secondo alcuni studiosi, tra cui Fred de Jong, la loro origine sarebbe oscura; con tutta probabilità, tuttavia, si tratterebbe di bulgari cristiani convertitisi alla religione musulmana nei secoli del dominio ottomano nei Balcani.
I pomacchi vivono per lo più in Bulgaria, sebbene se ne trovino delle consistenti minoranze in Grecia, Turchia, Albania, Macedonia del Nord, Kosovo.
In alcuni casi, il termine "pomacchi" è usato per indicare un'altra popolazione, quella dei torbesci.

## Etimologia
L'origine del nome "pomacchi" è incerta. Secondo molti studiosi bulgari, il termine deriverebbe dal bulgaro pomagač, cioè "aiutante", ovvero truppe ausiliarie dell'esercito ottomano, oppure da pomohamedančeni (помохамеданчени), vale a dire "islamizzati". Quanto al termine ahjani, che i pomacchi un tempo utilizzavano per designare se stessi, deriverebbe dall'antico slavonico religioso agarjani, ossia "infedeli", oppure, come ipotizzato dallo studioso bulgaro A. Iširkov, dalla confraternita para-religiosa islamica dell'Ahi, molto diffusa nei Rodopi durante l'epoca ottomana. 
Altre interpretazioni fanno derivare il termine da po măka (по мъка), cioè "attraverso il dolore", in riferimento a una conversione forzata all'Islam, oppure da poturnjak, vale a dire "persona resa turca": tuttavia, queste ultime interpretazioni appaiono meno valide.
Del tutto superate le interpretazioni fornite da alcuni autori greci, secondo i quali "pomacco" deriverebbe dal greco antico pomax ("bevitore") mentre ahrjani verrebbe da Agrianoi, nome di un'antica popolazione della Tracia.

## Conversione
Poco si conosce della conversione dei pomacchi all'Islam. Si ritiene sia stato un processo graduale, protrattosi in epoche diverse. Una prima ondata di conversione dovette occorrere nella seconda metà del XIV secolo, quando i turchi conquistarono la Bulgaria: si ha infatti notizia di numerosi proprietari terrieri passati all'Islam al fine di mantenere il possesso delle loro terre. Altre conversioni si ebbero sotto il sultano Selim II nel 1512. L'ondata maggiore si ebbe però nel XVII secolo, quando gli abitanti dei monti Rodopi passarono in massa dal Cristianesimo all'Islam. La comunità pomacca aumentò nel corso del XVIII secolo mentre, con tutta probabilità, le ultime conversioni si verificarono all'inizio del XIX secolo.
Fino all'inizio del XX secolo, tutti gli storici erano concordi nell'affermare che i pomacchi fossero stati convertiti con la forza. Attualmente, gli studiosi sono maggiormente divisi: considerando infatti che raramente gli ottomani presero delle misure drastiche per convertire i popoli conquistati, si ipotizza che i pomacchi siano diventati musulmani spontaneamente, per ragioni di opportunità politica ed economica. Ufficialmente, gli storiografi bulgari sostengono che la conversione fu forzata e le resistenze del popolo bulgaro furono decise: sarebbe questo un modo per mantenere intatta l'idea secondo cui l'intero popolo bulgaro fu unito nel combattere l'oppressore turco. In tal modo, la "bulgarità" (bălgarština) dei pomacchi sarebbe rimasta intatta, per cui sarebbe meglio parlare di "bulgari musulmani". Un esempio di questo tipo ci è fornito dallo storico Andrej Pečilkov che nel 1989 il quale affermò che, dopo aver adottato l'Islam perché costretti, i pomacchi riuscirono a confermare la loro identità etnica e la loro lingua.

## Fino alle guerre balcaniche
Al termine del processo di conversione i pomacchi (e i torbesci) si trovano concentrati nei monti Rodopi, ma con importanti insediamenti nella Macedonia orientale e nel distretto del Danubio, dove si concentrano attorno a Loveč, Pleven e Orjahovo. I pomacchi dei Rodopi sembrano aver beneficiato di una larga autonomia, con un agha, un capo ereditario, che governava dal villaggio montano di Tămrăš. L'agha nel 1890 aveva un ambasciatore permanente a Filippopoli che provvedeva ai visitatori un visto d'ingresso speciale per i territori controllati sui Rodopi pomacchi. Lo storico ceco Konstantin Jireček stimava che Torbesci e Pomacchi, intorno al XIX secolo, non fossero meno di mezzo milione, anche se fonti turche riducevano il numero a 200.000
La situazione cambia velocemente al crescere del malcontento tra la popolazione bulgara cristiana riguardo al potere ottomano, tale malcontento esplose nella rivolta dell'aprile 1876. I pomacchi si trovarono in una difficile situazione, nell'essere bulgari, quindi vicini ai ribelli, ma nello stesso tempo mussulmani, e quindi vicini ai turchi. Alla fine, la mancanza di una chiara distinzione tra fede ed etnia e la percezione che ne avevano i cristiani come turchi, li portò a fianco con i Bashi-bazouk nell'implacabile repressione della rivolta. Gli ausiliari pomacchi giocarono un ruolo importante nei massacri di Batak e Peruštica, massacri tra i peggiori effettuati durante il soffocamento della rivolta
La soppressione della rivolta provocò una reazione in Europa contro i Bashi-bazouk e le «libere iniziative dei pomacchi»; la reazione fu particolarmente forte in Russia, causando la guerra russo-turca del 1877-1878, che portò alla formazione del regno indipendente di Bulgaria. I massacri del 1876 causarono delle severe rappresaglie durante la guerra da parte della popolazione cristiana e dell'esercito russo, molti musulmani furono uccisi e una parte consistente dei pomacchi emigrò ai confini dell'Impero Ottomano, in parte forzati, in parte rifiutando di vivere sotto il potere dei "giaurs" (infedeli). Il più colpito fu il distretto del Danubio, quando dall'assedio di Pleven fuggì praticamente la totalità dei pomacchi. Molti ritornarono nel 1880, ma i più, trovando impossibile riprendere ciò che avevano perso durante la guerra, iniziarono ad emigrare in Anatolia. Tali migrazioni ridussero il numero di pomacchi in Bulgaria ad un terzo.
Quando il trattato di Santo Stefano nel 1878 terminò la guerra, molti pomacchi presero parte all'"ammutinamento dei Rodopi", un contrattacco organizzato dalle forze armate ottomane e dalla popolazione dei Rodopi, l'operazione fu condotta dall'ex-console britannico a Varna e Burgas e da ufficiali volontari dell'esercito ottomano con il supporto attivo della ambasciata britannica a Istanbul. La maggior parte della regione dei Rodopi fu inclusa nella provincia autonoma ottomana della Rumelia orientale, governata da un governatore-generale cristiano; a questa prospettiva venti villaggi pomacchi si ribellarono, formando la cosiddetta "Repubblica pomacca". La repubblica cessò di esistere nel 1886, un anno dopo la riunificazione della Rumelia orientale con il Regno di Bulgaria. Con la nuova definizione dei confini i paesi della "repubblica" furono inclusi in territorio ottomano.
L'unificazione della Bulgaria nel 1885 generò una nuova ondata di migrazione dei pomacchi. Come per i precedenti comportamenti del governo bulgaro, in generale si può dire che non vi furono tentativi per assimilare i pomacchi, che furono trattati allo stesso modo del più grande gruppo musulmano. Ciò è dimostrato nei censimenti del 1880, 1885 e 1888, in cui i pomacchi venivano contati come turchi. Solamente nel censimento del 1905 si creò una voce per i musulmani bulgari, usando il termine "Pomacchi".
Uno dei momenti peggiori per i pomacchi, fu l'inizio delle guerre balcaniche, quando Bulgaria, Grecia, Montenegro e Serbia, si unirono contro l'Impero ottomano nel 1912. In ottobre, simultaneamente con l'inizio della guerra, il governo bulgaro sottomise i pomacchi dei Rodopi a conversioni forzate. L'azione, conosciuta come Pokrăstvane (покръстване in bulgaro significa sia "conversione" sia "battesimo") coinvolse 150.000 pomacchi in un'operazione diretta da uno speciale comitato di stato; in teoria i battesimi volontari avrebbero dovuto essere amministrati dalla Chiesa ortodossa bulgara, in realtà l'amministrazione locale giocò un ruolo chiave in questo supportata dall'esercito e da bande di insorti, questo portò a pogrom sanguinosi contro i pomacchi in molti villaggi.
La forza bruta e le intimidazioni furono applicate per convertire la gente. Presero parte attiva nelle violenze i membri di formazioni politiche estremiste, come l'Organizzazione rivoluzionaria della Macedonia interna, i cui reggimenti furono inviati nella regione greca di Drama per le cristianizzazioni forzate. I musulmani furono intimiditi e indotti alla conversione attraverso le promesse di rilascio dei parenti. Ma ancor peggio fu che la popolazione fu abbandonata alla mercé dell'esercito. Insieme all'esercito anche semplici cittadini presero parte alla campagna di Pokrăstvane. Se le autorità erano interessate alla bulgarizzazione, ignoravano le più semplici necessità e come conseguenza dei saccheggi e degli incendi, le vittime della Pokrăstvane venivano lasciate in stato di totale indigenza, senza cibo, senza vestiti e senza alloggi.
In seguito alla sconfitta della Bulgaria nella guerra, per ragioni sia esterne (negoziazioni con l'Impero Ottomano sullo status della Tracia occidentale) che interne (le imminenti elezioni parlamentari) nell'autunno del 1913 il governo decise di invertire la politica di conversione forzata e permettere ai pomacchi di riacquistare i loro propri nomi, cosa che fecero prontamente. L'insuccesso della politica di conversione forzata era già stato previsto alcuni mesi prima, quando fu creata la repubblica di Gumuldjina (di breve vita) nella Tracia occidentale con la ritirata sia delle forze bulgare che di quelle ottomane; i pomacchi dell'area approfittarono della situazione per ritornare all'Islam.

## Grecia

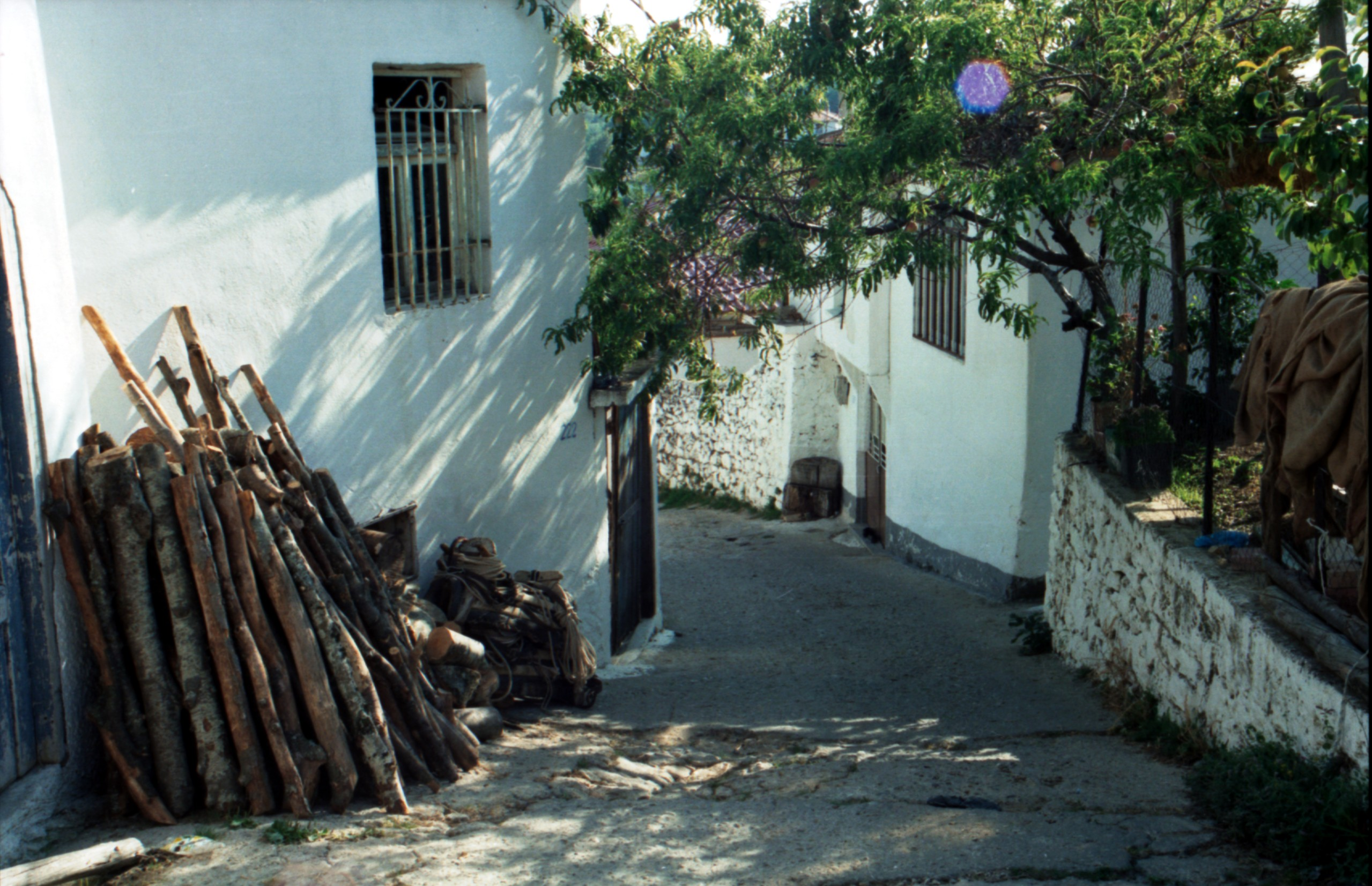
Quartiere pomacco di Xanthi, nella Tracia occidentale.

Nella prima guerra mondiale la Bulgaria si alleò con le Potenze centrali, mentre la Grecia si schierò con la Triplice intesa. La vittoria di quest'ultima portò nel 1919 alla firma del trattato di Neuilly, col quale la Bulgaria cedette la Tracia occidentale alla Grecia.
La comunità slavofona musulmana fu assimilata dalle autorità greche alla locale comunità di lingua turca, che non fu soggetta allo scambio di popolazioni previsto dal Trattato di Losanna del 1923. Musulmani di etnia turca, musulmani bulgarofoni e rom musulmani furono fatti confluire nella cosiddetta minoranza musulmana di Grecia (greco: μουσουλμανική μειονότητα Ελλάδος musulmanikì mionòtita Ellados; turco: Yunanistan müslüman azınlığı; bulgaro: мюсюлманско малцинство на Гърция mjusjulmansko malcinstvo na Gărcija). In base al censimento del 1991, la minoranza musulmana di Grecia conta 97 604 persone, pari allo 0,95% della popolazione totale della Grecia, e al 28,88% della popolazione nella regione della Tracia.
In passato, l'istruzione impartita nelle scuole di minoranza era in greco e in turco (quest'ultima in particolare per l'educazione religiosa): per questo motivo, la comunità musulmana bulgarofona ha subito nel tempo un processo di assimilazione linguistica e culturale alla comunità di lingua turca.

## Turchia
Oggi i pomacchi sono presenti in Turchia sia nella Tracia orientale, dove da tempo sono stati presenti, sia in Anatolia, dove iniziarono a migrare dalla indipendenza della Bulgaria nel 1878, ma non vi erano presenti prima. Le ondate principali di pomacchi arrivarono dai Rodopi nel 1912, 1950-1951 e nel 1989 Dall'insediamento in Anatolia hanno praticamente perso la loro lingua e, insieme ai pomacchi che risiedono nella Tracia orientale, sono stati assimilati ai turchi.
Ciò non significa che i pomacchi siano divenuti completamente indistinguibili dal resto della popolazione turca; politicamente sono bene organizzati. Questo è in parte dovuto alle associazioni di emigranti, come l'Associazione Cultura e Solidarietà dei Turchi dei Rodopi, un'organizzazione relativamente ben conosciuta, anche se piccola, fondata da pomacchi prima degli anni '80; in seguito unitasi con un'associazione simile dei turchi danubiani a formare la "Associazione di Cultura e Solidarietà dei Turchi di Rodopi e Danubio". Si sostiene che gli immigrati curdi che si sono insediati nella Tracia orientale hanno portato alla coscienza di una propria identità i pomacchi e i turchi bulgari.
Sono ancora importanti i collegamenti che connettono i villaggi pomacchi dei Rodopi con i loro villaggi gemelli in Anatolia; i pomacchi che hanno lasciato la Bulgaria si sono diretti generalmente verso i villaggi dove erano parenti e amici. Questi villaggi gemelli sono spesso uniti da linee dirette di autobus di compagnie private.
Diversamente dalla Bulgaria, dove i pomacchi sono riluttanti a lasciare i propri villaggi di montagna, in Turchia si sono insediati nelle grandi aree urbane, anche se le autorità nel passato hanno cercato di favorire gli insediamenti nei villaggi. Nell'interpretazione di Julian Konstantinov questo comportamento deve essere letto alla luce della percezione di sicurezza ed insicurezza: mentre la Bulgaria è percepita come "insicura", la Turchia è percepita come "sicura" dai pomacchi.
Il numero di musulmani di lingua bulgara in Turchia è ritenuto intorno ai 300.000. L'ultimo censimento linguistico tenuto in Turchia nel 1965 contava 27.226 persone di madre lingua bulgara, ma questo numero è sicuramente una sottostima.
Al riguardo dei pomacchi, della loro storia e identità, anche in Turchia vi è stata una reinterpretazione ed appropriazione. Secondo cui i pomacchi sarebbero "Turchi di montagna" discendenti da popolazioni turche che entrarono nei Balcani nel medio evo, come gli avari, i bulgari e specialmente i cumani. Il linguaggio invece sarebbe un dialetto turco, molto vicino al vernacoli dell'Anatolia, in cui il 65% delle parole sono turche ed il 25% slave. Sulla conversione si ritiene che i cumani dei Rodopi venendo in contatto con missionari musulmani dal Nord Africa e dal Medio Oriente si siano convertiti prima dell'arrivo degli Ottomani. I lavori che sostengono queste posizioni, non riconosciute in ambito internazionale, sono spesso usati come propaganda politica.